# Irene Lecapena
Irene Lecapena (nata Maria, in bulgaro: Ирина Лакапина, in greco antico: Μαρία/Ειρήνη Λακαπηνή?; Costantinopoli, ... – Preslav, 963) è stata imperatrice consorte dell'imperatore bulgaro Pietro I che sposò nel 927 e al fianco di cui rimase fino alla morte, avvenuta attorno al 963.

## Biografia
Irene Lecapena nacque come "Maria" dal co-imperatore bizantino Cristoforo Lecapeno, figlio dell'imperatore Romano I, e dalla moglie Sofia, Augusta dell'impero. L'esatta data di nascita di Maria non ci è nota, ma i testi del Teofane Continuato la pongono tra il 920 eil 925.
Non appena, nel maggio del 927, Pietro I salì al trono di Bulgaria come successore del padre, Simeone I, al fine di dimostrarsi un degno erede sia agli occhi dei propri sudditi che a quelli dei governi stranieri, egli decise di dare una prova di forza invadendo la Tracia bizantina ma dimostrandosi comunque sin da subito ben disposto a negoziare una pace permanente. L'imperatore bizantino Romano I Lecapeno, intravide subito l'occasione e propose un armistizio, suggellato da un matrimonio combinato tra la casa imperiale di Bisanzio e quella bulgara, in modo da porre fine alla guerra bulgaro-bizantina che imperversava sin dal 913. Così, nell'ottobre del 927 lo stesso Pietro I arrivò a Costantinopoli, venendo ricevuto personalmente da Romano I. Nel Palazzo delle Blacherne le due parti firmarono un trattato di pace e, l'8 ottobre, Pietro prese in moglie Maria Lecapena, nipote di Romano I e che peraltro era ancora una bambina, la quale in quell'occasione fu ribattezzata Irene, dal sostantivo greco εἰρήνη ([eiˈrɛːnɛː]), che vuol dire "pace". Peraltro Pietro e Irene si sposarono nella Chiesa di Santa Maria della Fonte, la stessa chiesa che Simeone I aveva distrutto alcuni anni prima e che era stata poi ricostruita, con una sontuosa cerimonia officiata dallo stesso Patriarca di Costantinopoli, Stefano II.

Tale matrimonio fu il primo in cui una principessa bizantina venne data in moglie a un sovrano straniero e alcuni decenni dopo, Costantino VII Porfirogenito, genero e co-imperatore di Romano I, nonché legittimo imperatore, avrebbe aspramente criticato il suocero per una tale concessione; secondo un'antica regola stabilita ai tempi di Costantino I, quindi a più di 600 anni prima, infatti, alla famiglia imperiale romana non era permesso instaurare relazioni intime con persone la cui morale non convergeva con quella romana o ne era addirittura del tutto aliena, specialmente se queste erano non battezzate, fatta eccezione per il popolo dei Franchi, in virtù delle loro nobili origini. Secondo tale regola, chiunque avesse violato tali decreti avrebbe dovuto essere considerato uno straniero dalla società cristiana e avrebbe dovuto essere colpito da anatema.

Una volta terminata la cerimonia, gli sposi si spostarono nella capitale bulgara, Preslav, dove, secondo le cronache del tempo, Irene arrivò accompagnata da diversi tesori e innumerevoli oggetti casalinghi, contribuendo in modo decisivo al diffondersi del gusto e della moda romani alla corte reale bulgara.
Durante il suo regno, Irene fece diverse volte visita a Costantinopoli come imperatrice bulgara, in visita al padre e al nonno. Le cronache attestano anche una sua visita, accompagnata dai figli, dopo la morte del padre, avvenuta nel 931. Secondo molti storici moderni, tra cui l'archeologo bulgaro Vasil Zlatarski, durante le sue visite Irene era solita rivelare ai regnanti bizantini i segreti del marito e del governo bulgaro, cosicché, ogni volta che esse ritornava in Bulgaria, a Costantinopoli venivano date nuove istruzioni per la difesa dall'impero.
Irene diede diversi figli a Pietro I, tra cui Boris, la cui data di nascita è spesso attestata al 931 ma che, data l'età della madre, è più probabilmente nato attorno al 940, che successe al padre nel 969, Romano, che successe al fratello nel 977, Plenimir, anch'egli elencato come sovrano bulgaro dopo Pietro I, e due figlie femmine. 
L'ultima notizia pervenutaci sulla vita di Irene riguarda la già citata visita che fece alla corte bizantina anni dopo la morte del padre, anche se non è dato sapere quanti anni dopo. Per quanto riguarda la sua morte, invece, si ritiene che sia avvenuta attorno al 963.